# التحالف من أجل الديمقراطية
التحالف من أجل الديمقراطية أو تحالف الثمانية G8 كما يُسمى محليا هو تحالف سياسي لأحزاب مغربية مشكل من ثمانية أحزاب. تم إنشاء التكتل السياسي يوم 5 أكتوبر 2011، أي على بعد أقل من شهر ونصف من الانتخابات التشريعية السابقة لاوانها المقررة في 25 نوفمبر 2011.
ويضم هذا التحالف، الذي أعلن عنه خلال مؤتمر صحفي:
- حزب التجمع الوطني للأحرار(وسط مشارك في الحكومة)، *الاتحاد الدستوري (يمين معارض)،
- الحركة الشعبية (يمين مشارك في الحكومة)، *الأصالة والمعاصرة (معارض)، *حزب اليسار الأخضر (يساري)،
- الحزب العمالي (يساري)،
- الحزب الاشتراكي (يساري) و
- حزب النهضة والفضيلة (إسلامي).

## أهداف التحالف
كان التحالف يسعى، بحسب ما جاء خلال المؤتمر، إلى بلورة عرض سياسي «يرتكز على برنامج واضح المعالم»، وإيجاد آليات مرنة للتنسيق تتيح تقريب الرؤى والتوجهات وتوحيد مواقف مكونات التحالف ازاء القضايا المطروحة.
أما عن برنامج التحالف في حال فوزه بالأغلبة، سيعطي التحالف الأولوية لنهج سياسة اقتصادية كفيلة بخلق التوازن بين انعكاسات المؤثرات الخارجية وبين الاستثمار السليم لثروات البلاد، وتدعيم وسائل انفتاح المغرب على المحيط الخارجي، ومواصلة الالتزام ببناء الفضاء المغاربي، وتثمين الشراكة المغربية والاورومتوسطية، مع الالتزام بالتكامل والتضامن العربي، والتعاون جنوب -جنوب.

## التفكك
قرر حزب الحركة الشعبية بـ 32 مقعدا نيابيا برلماني فك ارتباطه مع مجموعة الثمانية والمشاركة في حكومة بنكيران المغربية.

## مصدر
1. ↑  وصف التحالف على هسبريس ماروك - الولوج 31-11-2011 [وصلة مكسورة] نسخة محفوظة 29 ديسمبر 2011 على موقع واي باك مشين.
2. 1 2 3 4 5  صحيفة الشعب الصينية > الشرق الأوسط > تأسيس تحالف من ثمانية أحزاب سياسية في المغرب - الولوج 12-12-2011 نسخة محفوظة 23 يناير 2012 على موقع واي باك مشين.
3. ↑  هيسبرس > سياسة > العنصر يقول إن حزبه قرر فك الارتباط مع مجموعة الثمانية - الولوج 12-12-2011 نسخة محفوظة 16 أبريل 2012 على موقع واي باك مشين.